# Amalur
Amalur o Ama-Lurra (literalmente en euskera:"Madre Tierra") es una diosa de la mitología vasca, personificación de la Tierra.
Está relacionada con Mari, por lo que a veces es confundida con esta. Mari es la personificación de toda la naturaleza y a su vez es la divinidad superior que domina a todos los personajes mitológicos, teniendo una relación especial con la Tierra y, según antiguas creencias, siendo la personificación de Amalur.

## Leyendas
En las leyendas del pueblo vasco, la Tierra, Ama-Lurra, es la divinidad principal. La Tierra se nos muestra como habitáculo de todos los seres vivos, poseedora de fuerza vital propia que ha creado nuestro entorno natural. Es la que hace posible la existencia de animales y plantas, y la que nos da a los seres humanos el alimento y el lugar necesario para vivir. La Tierra es un enorme recipiente, un receptáculo ilimitado, donde viven las almas de los difuntos y la mayoría de los personajes mitológicos. La fe en Ama-Lurra es muy antigua en el pueblo vasco, anterior a la invasión de los pueblos indoeuropeos. Ya que estas culturas que llegaron del este a Europa, fueron las que introdujeron la creencia en las divinidades celestes. 
Según cuentan las leyendas, en el interior de la Tierra existen increíbles tesoros, que aunque los humanos persistan en hallarlos y adueñarse de ellos, siempre se hacen inalcanzables, siendo una costumbre muy arraigada dejar ofrendas a Ama-Lurra en las cuevas y simas, ya que estas son las puertas al interior de la Tierra.
Amalur es la creadora de la hermana luna (Ilazki, Ilargi), la hermana sol (Ekhi, Eguzki) y la Eguzkilore ("flor sol", carlina acaulis), flor parecida al cardo muy abundante en el País Vasco y que se coloca en las puertas de las casas para ahuyentar a los genios, las lamias y los espíritus malignos, ya que se creía que si alguno pretendía entrar en la casa y encontraba una Eguzkilore, tenía que pararse para contar los numerosísimos pelos o brácteas de la inflorescencia y el día le sorprendía sin haber terminado su tarea. Las brujas no eran espíritus malignos, más bien eran creadoras.